# Rafael Elizalde
Rafael Elizalde MacClure (Santiago de Chile, 16 de abril de 1908-ib., 10 de abril de 1970) fue un politólogo, escritor y activista ambiental chileno. Es reconocido como uno de los precursores del movimiento ambientalista chileno, destacando por su trabajo La sobrevivencia de Chile, publicado en 1958.

## Biografía

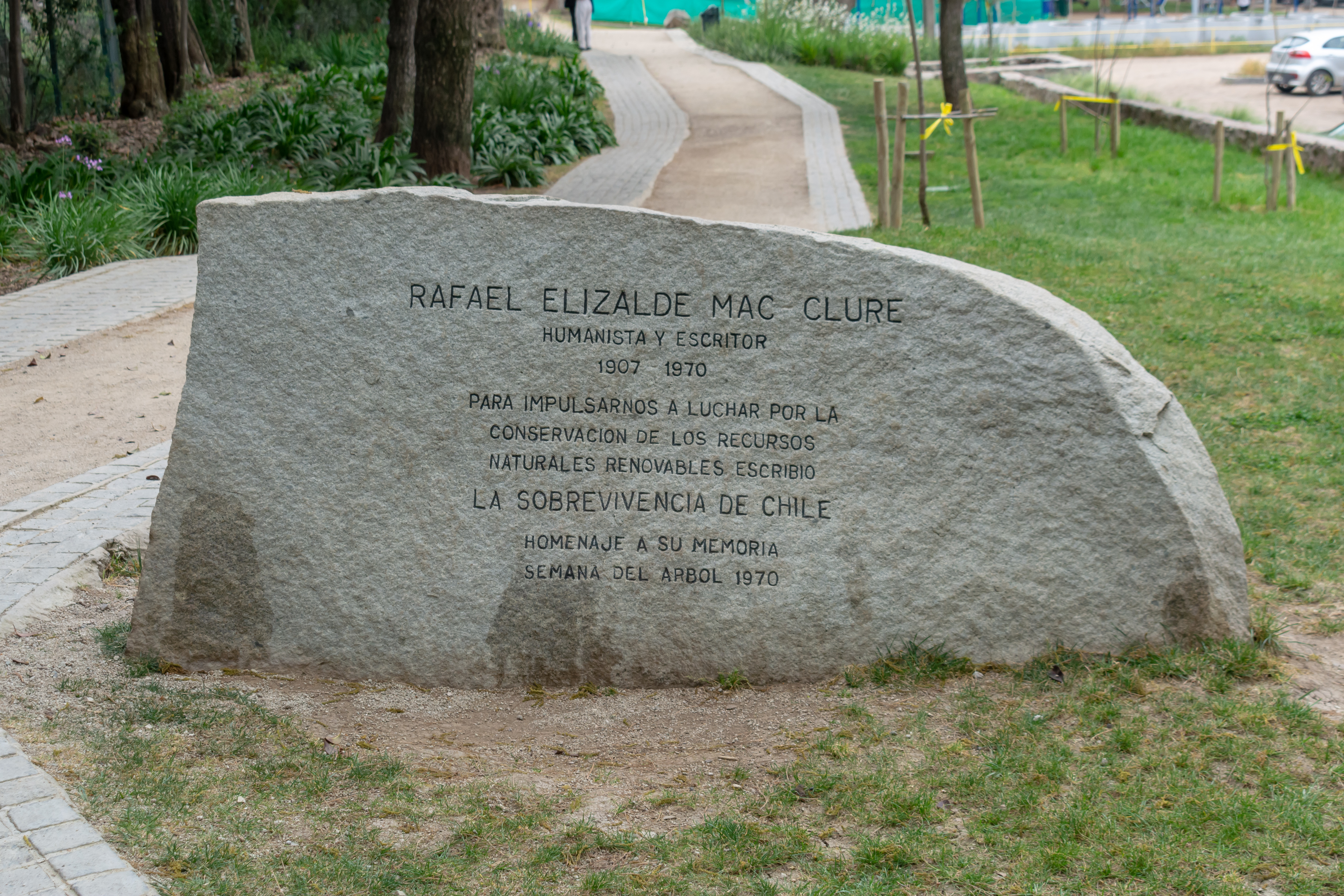
Monumento a Rafael Elizalde en el Parque Metropolitano de Santiago.

Rafael Elizalde nació el 16 de abril de 1908 en Santiago de Chile, siendo hijo del diplomático Rafael Elizalde Gómez y de Teresa MacClure Vergara. Inicio sus primeros estudios en los Padres Alemanes de Santiago (antiguo Liceo Alemán de Santiago), pero dada la labor diplomática de su padre, debió continuarlos en instituciones de Ecuador y Estados Unidos. De vuelta en Santiago de Chile, curso los últimos niveles en el Colegio San ignacio.
Luego de finalizar sus estudios secundarios se trasladó a Bélgica, donde ingresó a la carrera de Ciencias Políticas y Diplomáticas en la Universidad Católica de Lovaina, de donde egresó en 1936. En este periodo participó de Escuelas de Verano en las universidades de Heidelberg y La Sorbona, tiempo en que también se dedicó a recorrer diversos países del espacio europeo. Luego de finalizar sus estudios, obtuvo una beca para cursar una especialización en economía en la Universidad del Sur de California, periodo en que desempeñó el cargo de cónsul chileno en la localidad de San Pedro.
En 1938, durante su estadía en California, fue contratado por  Walt Disney para realizar el primer doblaje al español de la película Blanca Nieves y los siete enanitos. Esta experiencia le permitió, luego de su vuelta a Chile, prestar servicios como traductor a la Embajada de Estados Unidos, así como también a Nelson Rockefeller, quien le encargó tanto trabajos propios como de la Oficina del Coordinador de Asuntos Interamericanos. Posteriormente desempeñó el cargo de Jefe de Turismo de la CORFO, junto a una permanente actividad periodística, desarrollada tanto en medios chilenos como extranjeros.
En 1958 publica, por encargo del Ministerio de Agricultura, una primera edición de su obra "La sobrevivencia de Chile", donde se busca alertar sobre el riesgo ambiental que enfrenta el país producto de la explotación desmedida de sus recursos naturales. A partir de este momento desarrolla una serie de trabajos sobre medio ambiente, incluyendo una segunda versión de su obra de 1958, la cual se publica de forma póstuma en 1970. En el contexto de su actividad ambientalista, participa en 1968 como uno de los fundadores del Comité Pro Defensa de la Flora y Fauna (CODEFF), organización pionera en la protección ambiental en el país. No obstante, en el contexto de la guerra fría, estas demandas resultaban muy minoritarias a nivel nacional.
Falleció el 10 de abril de 1970, quemandose a lo bonzo en un potrero próximo al Aeródromo de Tobalaba, siendo sepultado posteriormente en el Mausoleo de la familia MacClure en el Cementerio General de Santiago. Este hecho se ha explicado tradicionalmente por una débil situación de salud enmarcada en un cuadro depresivo, así como cierta sensación de incomprensión social que percibía frente al problema ambiental.
De acuerdo a Godofredo Stutzin, en sus últimos años Elizalde se habría dedicado a escribir el guion de una película de concientización sobre los problemas ambientales del país, lo que habría desarrollado en paralelo a la reedición de "La sobrevivencia de Chile". Sin embargo, estos esfuerzos no habrían tenido una recepción a la altura de sus expectativas. De esa forma, de acuerdo a Stutzin, el suicidio de Elizalde correspondió a un acto de protesta frente a la incomprensión de la sociedad frente al problema de la destrucción ambiental.

## Pensamiento
Elizalde desarrolla una crítica ambiental al modelo desarrollista de Chile en boga durante la década de los 40' y 50', producto de la visión utilitarista que se tenía de los recursos naturales durante aquella época. En ese contexto proyectaba que la sobreexplotación de los bosques, así como el uso irracional de los suelos, llevarían a una progresiva desertificación del territorio nacional. En esta crítica se ha identificado la influencia particular de Benjamín Vicuña Mackenna, quien ya en la década de 1850 había planteado la idea de la desertificación de Chile. Como alternativa económica, Elizalde veía en el desarrollo del turismo, especialmente asociado a parques nacionales y a contemplación de la naturaleza, una opción de desarrollo nacional en el largo plazo.
Entre sus referencias intelectuales se cuenta el naturalista alemán Federico Albert, así como también el ecologista estadounidense William Vogt, quien en 1948 escribe la obra "Camino de supervivencia", y que influiría en el trabajo de "la sobrevivencia de Chile" de Elizalde.

## Legado
Luego de su muerte, en mayo de 1970 se erigió un pequeño monumento en su memoria en el acceso al sector Pedro de Valdivia Norte del Parque Metropolitano de Santiago, donde se le destacó como uno de los referentes nacionales en materia de defensa del árbol y de los recursos naturales. Este monumento subsiste en la actualidad a un costado del sendero peatonal conocido como "Camino Rafael Elizalde".
En 1973 se publica, de manera póstuma, el ensayo "Defensa de la tierra" del escritor Luis Oyarzún, donde uno de sus capítulos lleva el título de "La sobrevivencia de Chile" y se orienta a reflexionar sobre la figura y las ideas de Elizalde. En 1974, Godofredo Stutzin publica su obra "Presencia de San Francisco", que incluye el artículo "Rafael Elizalde, conservacionista", enmarcado dentro de un capítulo dedicado a ambientalistas destacados. Sin embargo, con los años el libro de Oyarzún tomaría cierto carácter pionero para los movimientos ambientalistas que se desarrollan en Chile, dejando en segundo plano la obra de Elizalde.

## Vida personal
Luego de la muerte de Elizalde, el 15 de abril de 1970 el periodista Raúl Morales Álvarez mencionó en una columna en el diario Clarín que el fallecido activista le habría confesado su homosexualidad, lo cual consideraba como «una tortura».

## Obras

### Trabajos publicados
- Los ángeles de Hollywood (Zig-Zag: 1939)
- Chile, desierto a cien años plazo (s/f)
- La sobrevivencia de Chile: la conservación de sus recursos naturales renovables (Ministerio de Agricultura: 1958, 1970[11])
- Réquiem por el árbol (INFOR: 1968)

- Federico Albert. El padre de la conservación en Chile (INFOR: 1970)[3]

### Artículos en revistaEn Viaje[13]
- Primero conozca a Chile (primera parte), N° 184 (feb. 1949) pp. 56-57.
- Primero conozca a Chile  (segunda parte), N° 185 (mar. 1949) pp. 42-44.
- El clima chileno como atractivo turístico, N° 257 (mar. 1955) pp. 34-35.
- La cocina chilena, N° 260 (jun. 1955) pp. 14-15.
- La muerte del bosque, N° 313 (nov. 1959) pp. 22-24.
- Isaak Walton, el poeta pescador inglés, N° 321 (jul. 1960) pp. 15-16.
- Chile aerofotogrametrizado, N° 341 (mar. 1962) pp. 33-34.

### Trabajos inéditos
- Chile contra el desierto
- El undécimo mandamiento
- La organización de turismo en el mundo
- El drama de Chile
- La supervivencia